# Présidence espagnole du Conseil de l'Union européenne en 2002
La présidence espagnole du Conseil de l'Union européenne en 2002 désigne la troisième présidence du Conseil de l'Union européenne effectuée par l'Espagne depuis son entrée dans l'Union européenne en 1986.
Elle fait suite à la présidence belge de 2001 et précède celle de la présidence danoise du Conseil de l'Union européenne à partir du 1er juillet 2002.

## Sources